# Умершие в октябре 2020 года
Это список известных людей, соответствующих установленным критериям значимости (см. Википедия:Критерии значимости персоналий), умерших в октябре 2020 года.
Причина смерти указывается лишь в исключительных случаях (убийство, самоубийство, гибель в результате военных действий, смертная казнь, ДТП или несчастные случаи). В остальных случаях — не указывается.

## 31 октября
- MF Doom (49) — британско-американский рэпер, автор песен и продюсер[1].
- Барвиненко, Владимир Васильевич (73) — доктор военных наук, профессор, заслуженный деятель науки РФ, лауреат премии ГК СССР по народному образованию, почётный профессор ВА ВКО[2].
- Вырщиков, Анатолий Николаевич (71) — советский и российский педагог, доктор педагогических наук, профессор Волгоградского государственного социально-педагогического университета[3].
- Еремеев, Валерий Николаевич (78) — советский и украинский океанолог, директор Морского гидрофизического института НАНУ (1985—2000) и Института биологии южных морей имени А. О. Ковалевского НАНУ (2000—2015), академик НАНУ (1997)[4].
- Жалюкас, Марюс (36) — литовский футболист («Каунас», «Жальгирис», национальная сборная), двукратный чемпион Литвы (2006, 2016)[5].
- Заградник, Рудольф (92) — чешский химик, председатель Академии наук Чехии (1993—2001)[6].
- Золотов, Юрий Фёдорович (76) — советский и российский тренер и преподаватель по лыжным гонкам, заслуженный тренер России (1994)[7].
- Карим, Нажмиддин (70—71) — иракский курдский государственный деятель, губернатор провинции Киркука (2011—2017)[8].
- Кастельо, Эдуардо (80) — испанский велогонщик, чемпион Испании (1971)[9].
- Коннери, Шон (90) — шотландский актёр и продюсер, лауреат премии «Оскар», двукратный лауреат премии BAFTA, трёхкратный лауреат премии «Золотой глобус»[10].
- Малакша, Джалал (69) — иранский курдский поэт[11].
- Метелица, Иван Сергеевич (63) — украинский государственный деятель, мэр Павлограда[12].
- Реверте, Хавьер (76) — испанский путешественник, журналист и писатель[13].
- Серпа, Орасио (77) — колумбийский политический и государственный деятель, один из лидеров Колумбийской либеральной партии, министр внутренних дел (1994—1997), губернатор департамента Сантандер (2008—2012), сенатор Колумбии (1985—1988, 2014—2018)[14].
- Тарасова, Арина Моисеевна (?) — заслуженный тренер РФ по спортивной акробатике[15].
- Филимонова, Галина Ивановна (76) — советская и российская актриса театра и кино, заслуженная артистка Российской Федерации[16].

## 30 октября
- Абдульманов, Гумер Мугаллямович (90) — советский певец, заслуженный артист БАССР (1989), кавалер ордена Салавата Юлаева (2020)[17].
- Амфилохий (Радович) (82) — епископ Сербской православной церкви, митрополит Черногорский и Приморский (с 1990 года)[18].
- Блюме, Рикардо (87) — перуанский и мексиканский актёр театра и кино и режиссёр[19].
- Бутырин, Виталий (73) — советский и литовский фотограф и фотохудожник[20].
- Ведерников, Александр Александрович (56) — советский и российский дирижёр, главный дирижёр — музыкальный руководитель Большого театра (2001—2009), главный дирижёр и музыкальный руководитель Михайловского театра в Санкт-Петербурге (с 2019 года), сын Александра Ведерникова[21].
- Йылмаз, Месут (72) — турецкий политический и государственный деятель, лидер Партии Отечества (1991—2002), премьер-министр Турции (1991, 1996, 1997—1999), министр иностранных дел (1987—1990)[22].
- Ким Нам Чхун (31) — южнокорейский футболист («Сеул»)[23].
- Коваленко, Владимир Фёдорович (82) — советский и российский дирижёр, главный дирижёр Самарского театра оперы и балета (1987—2011), заслуженный деятель искусств России (1992)[24].
- Кнежевич, Жарко (73) — югославский баскетболист, чемпион Европы (1973), серебряный призёр чемпионатов мира (1974) и Европы (1971)[25].
- Кучукян, Арман (88) — советский и армянский деятель науки, академик НАН Армении[26].
- Ле Шевалье, Жан-Мари (83) — французский политический деятель, депутат Национального собрания (1997—1998), депутат Европейского парламента (1984—1999), мэр Тулона (1995—2001)[27].
- Мюрдаль, Ян (93) — шведский журналист, писатель и политический деятель[28].
- Падалко, Алексей Егорович (82) — советский и российский писатель, краевед, изобретатель[29].
- Саверский, Леонид Алексеевич (80) — советский и российский фольклорист-этнограф, заслуженный работник культуры РФ (2002)[30].
- Стайлз, Нобби (78) — английский футболист, полузащитник, чемпион мира в составе сборной Англии (1966) и обладатель Кубка европейских чемпионов с «Манчестер Юнайтед» 1968), бронзовый призёр чемпионата Европы (1968)[31].
- Шипитько, Анатолий Васильевич (80) — советский и российский дирижёр, основатель и художественный руководитель оркестра русских народных инструментов «Русская удаль», заслуженный работник культуры РСФСР, заслуженный деятель искусств РФ (2004)[32].
- Эддерли, Херб (81) — американский игрок в американский футбол[33].

## 29 октября
- Амон, Анжелика (53) — австрийско-американский молекулярный биолог и цитолог, член Национальной АН США (2010) и иностранный член Австрийской АН (2015), профессор Массачусетского технологического института и (с 2000) исследователь Медицинского института Говарда Хьюза, лауреат премии за прорыв в области медицины (2019)[34].
- Астафьев, Александр Григорьевич (68) — советский и украинский поэт, критик, литературовед, переводчик; член Национального союза писателей Украины (1992), доктор филологических наук (1999), профессор (1999)[35].
- Бабич, Валерий Георгиевич (67) — украинский политический деятель и экономист, предприниматель[36].
- Бондаренко, Владимир Петрович (81) — советский и украинский учёный в области материаловедения, доктор технических наук (1988), член-корреспондент НАНУ (1992)[37].
- Вилков, Анатолий Иванович (71) — советский и российский общественный и государственный деятель, академик РАХ (2016), заслуженный деятель искусств Российской Федерации[38].
- Виноградов, Михаил Климентьевич (76) — белорусский архитектор, заслуженный архитектор Республики Беларусь (2018)[39].
- Вуйчицкий, Анатолий Станиславович (83) — директор общества «Агрофирма „Дружба“», Герой Украины (2002)[40].
- Де Соуза, Скотт (26) — индийский футболист, игрок национальной сборной[41].
- Ерофеев, Василий Иванович (83) — советский и российский живописец, народный художник РСФСР (1986)[42].
- Замбата, Славен (80) — югославский и хорватский футболист[43].
- Ишемгулов, Амир Минниахметович (60) — российский биолог, специалист по пчеловодству, доктор биологических наук (2005)[44].
- Кане, Михаил Азриельевич (77) — советский и российский физик, кандидат технических наук, исполнитель и аранжировщик авторской песни[45].
- Клоссе, Роже (87) — французский фехтовальщик-рапирист, чемпион мира (1958), серебряный призёр летних Олимпийских игр (1956)[46].
- Коростелёв, Николай Борисович (90) — советский и российский врач-гигиенист, историк медицины, москвовед, профессор 1-го МГМУ имени И. М. Сеченова, автор книг для детей и взрослых о природе и сохранении здоровья[47].
- Маляренко, Феликс Васильевич (69) — российский поэт и прозаик[48].
- Мустафин, Ульфат Мансурович (61) — российский государственный деятель, глава администрации Уфы (с 2018 года)[49].
- Омон Матжон (77) — узбекский поэт[50].
- Покровский, Валентин Иванович (91) — советский и российский эпидемиолог и инфекционист, президент РАМН (1987—2006), академик АМН СССР с 1982, академик РАН (2013)[51].
- Пономарёв, Юрий Иванович (74) — российский хозяйственный и политический деятель, член Совета Федерации (2001—2003), президент Союза промышленников и предпринимателей Карелии[52].
- Портной, Лев Соломонович (91) — советский и российский экономист, преподаватель Пермского государственного университета[53].
- Рембеза, Станислав Иванович (81) — советский и российский физик, доктор физико-математических наук (1980), профессор (1983), заслуженный деятель науки РФ[54].
- Ривера, Артуро (75) — мексиканский художник[55].
- Селюцкий, Геннадий Наумович (82) — советский и российский артист балета и хореограф[56].
- Ушакова, Лариса Георгиевна (60) — российский живописец, член-корреспондент Российской академии художеств (2012), профессор ЮФУ заслуженный работник культуры Российской Федерации (2010)[57].
- Уэбб, Уотт (93) — американский физик, член Национальной академии наук США (1995)[58].
- Чеврески, Данчо (69) — македонский актёр[59].

## 28 октября
- Абдуллаев, Фаиг (75) — советский и азербайджанский художник, заслуженный художник Республики Азербайджан[60].
- Агеевец, Владимир Ульянович (93) — советский и российский спортивный педагог, ректор Санкт-Петербургского государственного университета физической культуры имени П. Ф. Лесгафта (1973—2001)[61].
- Бабыкин, Анатолий Алексеевич (76) — советский и российский оперный певец, солист оперы Большого театра (1976—2001), заслуженный артист РСФСР (1991)[62].
- Болл, Бобби (76) — британский актёр и певец[63].
- Варламова, Мария Ивановна (90) — советская и российская актриса академического театра имени П. А. Ойунского, заслуженная артистка Якутской АССР (1978)[64].
- Грузберг, Людмила Александровна (83) —  советский, российский лингвист-диалектолог, лексиколог и лексикограф[65].
- Дружков, Борис Константинович (84) — советский и российский врач-онколог, основатель эндоскопии, химиотерапии и современной маммологии в Республике Татарстан[66].
- Егиазарян, Гурген Амбарцумович (72) — армянский политический деятель, депутат Парламента Армении (1999—2003)[67].
- Кастеллини, Мигель (73) — аргентинский боксёр, чемпион мира по версии ВБА (1976—1977)[68].
- Кудинова, Валентина Николаевна (91) — советская и российская актриса театра «Сфера»[69].
- Рей, Ален (92) — французский лингвист и лексикограф[70].
- Табанелли, Андреа (59) — итальянский кёрлингист-колясочник, участник сборной Италии по кёрлингу на колясках на зимних Паралимпийских играх 2006 и зимних Паралимпийских играх 2010[71].
- Фернандес, Антоний Сотер (88) — прелат римско-католической церкви, епископ Пинанга (1977—1983), архиепископ Куала-Лумпура (1983—2003), кардинал-священник с титулярной церковью Сант-Альберто-Маньо (с 2016 года)[72].
- Шейвер, Билли (81) — американский музыкант и автор песен[73].
- Эстремера, Карлос (62) — пуэрто-риканский певец[74].

## 27 октября
- Богуцкая, Мария (91) — польский историк[75].
- Бычков, Андрей Иванович (73) — российский политический деятель, председатель Костромской областной думы 1—2-го, 4—6-го созывов[76].
- Войнаренко, Михаил Петрович (70) — украинский экономист, член-корреспондент НАН Украины (2015)[77].
- Гао Фэнвэнь (80) — китайский футболист, игрок национальной сборной[78].
- Гамма, Николай Афанасьевич (63) — советский и украинский врач, главный терапевт Военно-медицинского клинического центра Южного региона, заслуженный врач Украины[79].
- Голенко, Ирина Павловна (77) — советский и российский архитектор, заслуженный архитектор Российской Федерации (1995)[80].
- Давидович, Сретен (89) — югославский футболист[81].
- Ефимова-Михайлова, Светлана Никифоровна (93) — советская и российская театральная актриса, артистка Чувашского театра драмы имени К. В. Иванова, народная артистка Чувашской АССР (1975)[82].
- Канодия, Нареш (77) — индийский актёр[83].
- Карабанов, Вячеслав Николаевич (74) — российский военный, государственный и общественный деятель, генерал-майор[84].
- Мазанковски, Дональд Фрэнк (85) — канадский государственный деятель, заместитель премьер-министра Канады (1986—1993), министр финансов (1991—1993)[85].
- Немец, Ян (62) — римско-католический вспомогательный епископ (ауксилиарий) диоцеза (епархии) Каменца-Подольского, титулярный епископ Декорианы[86].
- Оcиро, Тацухиро (95) — японский писатель и драматург[87].
- О'Фаолейн, Джулия (88) — ирландская писательница[88].
- Пенайо, Хильберто (87) — парагвайский футболист, игрок национальной сборной, участник чемпионата мира 1958[89].
- Рачков, Борис Михайлович (84) — советский и российский нейрохирург[90].
- Савочкин, Сергей Васильевич (67) — советский и российский тренер по плаванию, заслуженный тренер России[91].
- Сервантес, Педро (87) — мексиканский скульптор[92].
- Трухачёв, Юрий Николаевич (75) — советский и российский архитектор, заслуженный архитектор России, вице-президент Союза архитекторов России[93].
- Черевко, Кирилл Евгеньевич (87) — советский и российский японист, историк[94].
- Шереметьев, Николай Николаевич (86) — узбекский микробиолог, доктор медицинских наук, профессор[95].
- Яснов, Михаил Давидович (74) — советский и российский поэт, переводчик и детский писатель[96].

## 26 октября
- Авидзба, Владислав Мустафович (80) — советский и абхазский легкоатлет и тренер, мастер спорта СССР[97].
- Аджей, Ричард (37) — немецкий бобслеист, серебряный призёр зимних Олимпийских игр (2010), чемпион мира и Европы (2011)[98].
- Гармаш, Владимир Яковлевич (89) — советский и российский терапевт, доктор медицинских наук, профессор кафедры факультетской терапии РязГМУ, заслуженный деятель науки Российской Федерации (1993)[99].
- Годен, Жак (90) — канадский актёр[100][101].
- Джонсон, Эдди (65) — американский баскетболист[102].
- Довбня, Анатолий Николаевич (80) — украинский физик-ядерщик, член корреспондент НАН Украины (2006)[103].
- Зверховский, Пётр Ефимович (78) — советский и российский художник[104].
- Иззат Ибрагим ад-Дури (78) — иракский государственный деятель, заместитель председателя Совета революционного командования (1979—2003)[105].
- Ильина, Татьяна Валериановна (86) — советский и российский искусствовед, доктор искусствоведения, почётный профессор СПбГУ (2013)[106].
- Капрал, Зено (79) — чешский поэт и сценарист[107].
- Кеслер, Стен (92) — американский музыкант и автор песен[108].
- Маматканов, Дюшен Маматканович (85) — киргизский учёный, директор Института водных проблем и гидроэнергетики НАН Кыргызстана (1992—2018), академик НАН Кыргызстана (2000)[109].
- Менакер, Даниэль (79) — американский писатель и издатель[110].
- Микитенко, Олег Иванович (91) — украинский литературовед и переводчик, главный редактор журнала «Всесвіт» (1986—2007)[111].
- Огородник, Александр Владимирович (73) — украинский дирижёр и композитор, народный артист Украины (1993)[112].
- Топикян, Арутюн (69) — армянский хоровой дирижёр, основатель и художественный руководитель Ереванского камерного хора, заслуженный деятель искусств Республики Армения (2013)[113].
- Торруэлья, Хуан (87) — пуэрто-риканский яхтсмен, американский юрист, четырёхкратный участник летних Олимпийских игр (1964, 1968, 1972, 1976), главный судья Апелляционного суда первого округа США (1994—2001)[114].
- Чуяк, Зоран (64) — югославский и шведский футболист[115].
- Эро, Поль-Жан (86) — французский писатель[116].

## 25 октября
- Абриль, Долорес (81) — испанская певица и актриса[117] Архивная копия от 26 октября 2020 на Wayback Machine.
- Бабух, Василий Иванович[укр.] (77) — советский и украинский журналист, писатель, поэт, автор песен и фотохудожник[118].
- Бурман, Ян (97) — нидерландский композитор[119].
- Вардак, Казимеж (73) — польский легкоатлет, двукратный серебряный призёр чемпионата Европы в помещении (1970, 1971) в эстафетном беге[120].
- Горкунов, Эдуард Степанович (75) — российский физик, директор Института машиноведения УРО РАН (1994—2015), академик РАН (2011)[121].
- Гусев, Владимир Геннадьевич (80) — советский хоккеист, советский и российский тренер, заслуженный тренер России[122].
- Ди Прима, Диана (86) — американский поэт[123].
- Картери, Розанна (89) — итальянская оперная певица (сопрано)[124].
- Катанов, Виктор Григорьевич (69) — советский и российский хирург, главный врач Ессентукской городской клинической больницы, заслуженный врач Российской Федерации[125].
- Карнс, Дэвид (71) — американский политический деятель и бизнесмен, сенатор США[126].
- Ли Гон Хи (78) — южнокорейский предприниматель, председатель концерна «Samsung» (1987—2008, с 2010)[127].
- Лиз, Джонни (78) — британский актёр[128][129].
- Неделько, Александр Иванович (63) — советский и российский врач, художник и писатель[130].
- Опперман, Томас (66) — немецкий политический деятель, вице-президент бундестага[131].
- Разживкин, Александр Павлович (89) — советский и российский передовик производства, Герой Социалистического Труда (1971) (о смерти объявлено в этот день)[132].

## 24 октября
- Абдул Азим Болкиах (38) — брунейский принц, сын султана Хассанала Болкиаха[133].
- Агаки, Владимир (71) — молдавский общественный деятель, депутат Парламента (1990—1994)[134].
- Анфим (Тудос) (47) — архиерей РПЦЗ (Агафангела), епископ Бессарабский (с 2017 года), викарий Кишинёвской епархии[135].
- Бочаров, Михаил Александрович (79) — советский и российский предприниматель и политический деятель, народный депутат СССР (1989—1991)[136].
- Вереб, Кристиан (43) — венгерский гребец на каноэ, бронзовый призёр летних Олимпийских игр в Сиднее (2000); ДТП[137].
- Водениктов, Иван Георгиевич (88) — советский и украинский организатор производства, директор завода «Днепроспецсталь» (1985—1988)[138].
- Дикусар, Василий Васильевич (82) — советский и российский математик, доктор физико-математических наук, профессор, сотрудник ВЦ РАН (1988—2018)[139].
- Колесников, Анатолий Аркадьевич (85) — советский и российский учёный, доктор технических наук (1980), профессор кафедры синергетики и процессов управления Института компьютерных технологий и информационной безопасности ЮФУ, заслуженный деятель науки и техники Российской Федерации (1993)[140].
- Кондаков, Александр Иванович (87) — советский и российский тренер по велоспорту, заслуженный тренер Российской Федерации[141].
- Пугач, Сергей Викторович (61) — советский и российский тренер по десятиборью[142].
- Соснин, Рудольф Александрович (82 или 83) — советский и российский художник, заслуженный художник Российской Федерации (2010)[143].
- Сырчин, Павел Леонидович (62) — советский тяжелоатлет, чемпион мира (1979), заслуженный мастер спорта СССР (1979)[144].
- Феофилактов, Александр Георгиевич (68) — советский и российский художник, заслуженный художник Российской Федерации (2010)[145].
- Чон Со Сон (76) — южнокорейский писатель[146].
- Эл Куинн (86) — филиппинский актёр и режиссёр[147].

## 23 октября
- Аракелян, Степан Хоренович (84) — советский военачальник, генерал-полковник, военный инженер[148].
- Баркан, Йехуда (75) — израильский актёр, сценарист и продюсер[149].
- Барнс, Дэвид Джон (62) — новозеландский яхтсмен, трёхкратный чемпион мира по парусному спорту в классе 470 (1981, 1983, 1984)[150].
- Винокуров, Николай Николаевич (72) — российский кинодраматург, профессор кафедры драматургии и киноведения СПбГИКиТ[151].
- Волков, Юрий Николаевич (80) — советский и российский тренер по лёгкой атлетике, заслуженный тренер СССР (1981)[152].
- Макаров, Михаил Михайлович (82) — советский и литовский актёр, артист Русского драматического театра Литвы[153].
- Матевосян, Давид Гевондович (60) — армянский государственный деятель, депутат Парламента (1995—1999); убит[154].
- Ситников, Вячеслав Стефанович (78) — российский геолог, доктор геолого-минералогических наук, профессор, заслуженный геолог Российской Федерации (2010)[155].
- Сковдаль, Эббе (75) — датский футболист и футбольный тренер («Брондбю»)[156].
- Ултургашев, Алексей Леонтьевич (65) — российский художник[157].
- Уокер, Джерри (78) — американский певец и автор песен[158].

## 22 октября
- Бехтерев, Игорь Александрович (72) — советский и российский поэт и литературный переводчик[159].
- Гамидов, Шюкюр Нариман оглы (45) — азербайджанский военнослужащий, полковник, национальный Герой Азербайджана (2016); убит[160].
- Грей, Стивен (78) — южноафриканский писатель[161].
- Лупофф, Ричард (85) — американский писатель[162].
- Недопёкин, Фёдор Викторович (71) — украинский теплофизик, доктор технических наук (1988), профессор кафедры физики неравновесных процессов ДонНУ (1991)[163].
- Соловьёв, Владимир Евгеньевич (77) — советский и российский военно-морской деятель, руководитель Института стран СНГ в Севастополе (2007—2019), контр-адмирал[164].
- Стойко, Степан Михайлович (100) — советский и украинский ботанико-географ, доктор биологических наук (1970), профессор (1980), сотрудник Института экологии Карпат НАН Украины[165].
- Толкачёва, Галина Семёновна (86) — советская и белорусская актриса, артистка Театра имени Янки Купалы, народная артистка Белорусской ССР (1990)[166].
- Чич, Юрий Калубатович (85) — советский и российский актёр, артист Национального театра Адыгеи, заслуженный артист РСФСР (1972)[167].

## 21 октября
- Бао Чжэн (92) — китайский инженер, член Китайской академии наук (1991)[168].
- Бернини, Джорджо (91) — итальянский политический деятель, депутат Парламента (1994—1996)[169].
- Добродеева, Виктория Николаевна (86) — советская гребчиха, девятикратная чемпионка Европы, заслуженный мастер спорта СССР (1989)[170].
- Мазитов, Рамиль Гиниятович (63) — российский государственный деятель, ректор Института развития образования Башкортостана (2010—2018)[171].
- Макаров, Юрий Иванович (67) — советский и российский писатель и литературный переводчик[172].
- Родионов, Евгений Иванович (92) — контр-адмирал в отставке, подводник.
- Сабиров, Ирек Нагимович (70) — русский и татарский поэт[173].
- Смирнов, Димитрий Николаевич (69) — митрофорный протоиерей Русской православной церкви, церковный и общественный деятель[174].
- Смит, Виола (107) — американская барабанщица[175].
- Томов, Александр (76) — болгарский писатель[176].
- Хорват, Франк (92) — итальянский фотограф[177].
- Чанд, Мохиндер Пратап (85) — индийский поэт[178].
- Чэмпион, Мардж (101) — американская актриса и танцовщица[179].
- Шодиев, Рустам Хамидович (82) — советский и узбекский экономист, заслуженный деятель науки Узбекской ССР (1988)[180].

## 20 октября
- Азаматова, Бибисара (71) — российская башкирская певица[181].
- Блау, Йеошуа (101) — израильский филолог, член Израильской академии естественных и гуманитарных наук (1968)[182].
- Воронежцев, Юрий Иванович (64) — советский и белорусский физик, народный депутат СССР[183].
- Гилёв, Дмитрий Владимирович (65) — советский и российский скрипач, заслуженный артист Российской Федерации (2006)[184].
- Жанимов, Аслан Борисович (68) — советский борец классического стиля, победитель и призёр чемпионатов СССР, Европы, мира, заслуженный мастер спорта СССР[185].
- Каннингем, Дэвид (92) — австралийский хоккеист.
- Колца, Василе (73) — молдавский тренер по дзюдо, тренер национальной сборной Молдовы[186].
- Кривош, Рудольф (86) — словацкий художник[187].
- Лебедев, Владимир Ильич (84) — российский геолог, доктор геолого-минералогических наук (1986), профессор, директор Тувинского института комплексного освоения природных ресурсов СО РАН (1995—2015)[188].
- Маккензи, Стюарт (83) — австралийский спортсмен, серебряный призёр Олимпийских игр в Мельбурне (академическая гребля, лодка-одиночка; 1956).
- Мартини, Брюно (58) — французский футболист, бронзовый призёр чемпионата Европы в Англии (1996)[189].
- Мелёшин, Валерий Сергеевич (69) — российский актёр, артист Самарского театра драмы[190].
- Миронов, Владимир Васильевич (67) — российский философ, декан философского факультета МГУ (с 1998 года), член-корреспондент РАН (2008)[191].
- Мочанов, Юрий Алексеевич (84) — советский и российский археолог[192].
- Осипов, Владимир Николаевич (82) — советский и российский публицист и общественный деятель[193].
- Пивень, Геннадий Антонович (79) — советский и российский художник[194].
- Рапота, Алексей Никифорович (98) — участник Великой Отечественной войны, генерал-майор авиации, отец Григория Рапоты[195].
- Рэнди, Джеймс (92) — канадско-американский иллюзионист и научный скептик[196].
- Скобцева, Ирина Константиновна (93) — советская и российская киноактриса, народная артистка РСФСР (1974)[197].
- Схонховен, Геррит (62) — южноафриканский киноактёр и кинорежиссёр[198].
- Топорков, Валерий Петрович (72) — советский и российский эстрадный певец, заслуженный артист Российской Федерации (2001)[199].
- Черны, Индржих (90) — чешский театровед и историк театра, директор Национального театра в Праге (1991—1993)[200].
- Чудайкин, Владимир Иванович (95) — участник Великой Отечественной войны, Герой Советского Союза (1945)[201].

## 19 октября
- Андресикова, Яна (79) — чешская актриса[202][203].
- Анцупов, Евгений Алексеевич (99) — советский и российский тренер по спортивной акробатике, заслуженный тренер РСФСР (1969), судья международной категории (1980)[204].
- Ахтямов, Мухтар Хуснулханович (91) — советский и российский филолог[205].
- Галацан, Александр Ефимович (59) — советский и молдавский дирижёр, художественный руководитель Ансамбля танца и народной музыки «Виорика»[206].
- Даунорас, Вацловас (83) — литовский оперный певец (бас), народный артист СССР (1986)[207].
- Деи, Джанни (79) — итальянский актёр и певец[208].
- Дэвис, Спенсер (81) — британский музыкант, основатель группы The Spencer Davis Group[209].
- Ковтуненко, Валерий Иванович (69) — украинский актёр, композитор, поэт, народный артист Украины (2004)[210].
- Льюис, Тони (62) — британский рок-певец, участник группы «The Outfield»[211].
- Ляденко, Борис Владимирович (67) — советский и белорусский архитектор, главный архитектор Витебска и Смоленска[212].
- Маргетсон, Джон (93) — британский дипломат, посол во Вьетнаме (1978—1980) и Нидерландах (1984—1988)[213].
- Мари, Энцо (88) — итальянский художник и дизайнер мебели[214].
- Мескида, Хоан (57) — испанский государственный деятель, генеральный директор Национальной полиции и Гражданской гвардии Испании (2006—2008)[215].
- Оберт, Йозеф (82) — словацкий футбольный менеджер и тренер[216].
- Омельченко, Михаил Дмитриевич (72) — советский и российский волейбольный тренер, заслуженный тренер СССР (1988)[217].
- Пшоняк, Войцех (78) — польский актёр[218].
- Уолш, Джилл Патон (83) — английская писательница[219].
- Феодосий (Лазор) (86) — архиерей Православной Церкви в Америке, Архиепископ Вашингтонский, Митрополит всей Америки и Канады (1977—2002)[220].
- Фролов, Сергей Станиславович (70) — российский социолог, доктор социологических наук (1995), профессор кафедры социологии факультета международной журналистики МГИМО (2014) (о смерти объявлено в этот день)[221].
- Хожаниязов, Гайратдин (72) — советский и узбекский учёный, Герой Узбекистана (2008)[222].
- Шарапов, Валерий Васильевич (74) — советский и российский футбольный тренер, заслуженный тренер России (2008)[223].
- Шкелев, Леонид Тихонович (91) — советский и украинский учёный, заслуженный деятель науки Украины (2012)[224].

## 18 октября
- Бойд, Алан Стивенсон (98) — американский государственный деятель, министр транспорта США (1967—1969)[225].
- Бухтояров, Николай Иванович (60) — российский государственный деятель, ректор Воронежского аграрного университета (2015—2020)[226].
- Войтенко, Роман Матвеевич (85) — российский психиатр, профессор кафедры социальной психиатрии и психологии Санкт-Петербургского института усовершенствования врачей-экспертов, заслуженный врач Российской Федерации[227].
- Грамолина, Наталья Николаевна (80) — советский и российский музеолог, директор Государственного музея-заповедника В. Д. Поленова (1990—2011)[228].
- Дельфино, Агостино Джузеппе (85) — итальянский католический прелат, епископ Берберати (1991—2010)[229].
- Колман, Роберт Гриффин (97) — американский геолог, член Национальной академии наук США (1980), иностранный член РАН (1994)[230].
- Меос, Владислав Эдуардович (80) — советский, российский живописец[231].
- Морозов, Игорь Алексеевич (64) — российский этнограф, доктор исторических наук (2010), сотрудник ИЭА РАН[232].
- Мушегян, Гурген Нерсесович (83) — советский и армянский архитектор, главный архитектор Еревана (1982—1990, 1996), иностранный член РААСН[233].
- Падилья, Хосе (64) — испанский диджей и музыкальный продюсер[234].
- Фельбер, Рене (87) — швейцарский государственный деятель, президент Швейцарии (1992)[235].
- Ханаш, Ян (86) — польский радиоастроном[236].
- Хартман, Сид (100) — американский спортивный журналист и менеджер[237].
- Шпаков, Владимир Михайлович (60) — русский писатель[238].
- Эпельбаум, Илья Марович (59) — российский театральный художник и режиссёр, художественный руководитель театра «Тень» (с 1988 года)[239].
- Эррера Мартинес, Томас (69) — кубинский баскетболист, бронзовый призёр летних Олимпийских игр (1972)[240].

## 17 октября
- Васильев, Виктор Михайлович (66) — российский художник-камнерез[241].
- Дубинин, Владлен Константинович (88) — советский и украинский скульптор-монументалист[242].
- Иоанникий (Кобзев) (82) — архиерей УПЦ, епископ (1991—1993), архиепископ (1993—2002) и митрополит (2002—2012) Луганский и Алчевский[243].
- Кондо, Тосинори (71) — японский джазовый трубач[244].
- Лебедев, Валерий Александрович (78) — советский и российский хозяйственный деятель, генеральный директор Красноярского горно-химического комбината (1989—1999)[245].
- Мкртчян, Ваник Вараздатович (70) — армянский актёр, заслуженный артист Республики Армения[246].
- Ноэль, Анри (83) — французский футболист и тренер («Ним»)[247].
- Рончевский, Рышард (90) — польский актёр[248].
- Сыдыгалиев, Качкыналы (89) — советский и киргизский писатель и военный врач[249].
- Тарасов, Николай Иванович (86) — советский и российский уролог, доктор медицинских наук (1979), профессор (1984), заслуженный деятель науки Российской Федерации (1997)[250].
- Усова, Галина Северьяновна (81) — советский и российский растениевод, доктор сельскохозяйственных наук, профессор, прапраправнучка А. С. Пушкина[251].
- Чаморро, Аврора (67) — испанская пловчиха, участница Летних Олимпийских игр 1992 года в Барселоне[252].
- Чжан Лина (80) — китайский физикохимик, академик Китайской академии наук (2011)[253].
- Шемьи-Заде, Айдын Эшрефович (87) — крымскотатарский писатель[254].
- Штраус, Михаэль (86) — израильский бизнесмен, председатель совета директоров концерна «Штраус» (1975—2001)[255].
- Щегельский, Глеб Анатольевич (50) — казахстанский политический деятель, депутат Мажилиса Парламента Республики Казахстан (с 2012 года)[256].

## 16 октября
- Аксёнов, Виталий Евгеньевич (89) — советский и российский режиссёр-постановщик и сценарист, заслуженный деятель искусств Российской Федерации (2008)[257].
- Али Бободжон (84) — таджикский поэт, публицист, переводчик[258].
- Бойко, Владимир Лукьянович (82) — российский дипломат, Чрезвычайный и Полномочный Посол России в Замбии (1997—2001)[259].
- Браникович, Ласло (70) — венгерский футболист («Ференцварош», национальная сборная), серебряный призёр летних Олимпийских игр (1972)[260].
- Витченко, Дмитрий Иванович (83) — украинский актёр, артист Луганского русского драмтеатра (1955—1960 и с 1963), народный артист Украины (2005)[261].
- Геннадий (Зервос) (83) — епископ Константинопольской православной церкви, митрополит Италийский (с 1996 года)[262].
- Душек, Ладислав (77) — чешский актёр[263].
- Звинчуков, Николай Иванович (75) — советский и российский военачальник, генерал-полковник (1992)[264].
- Зильберман, Михаил Анатольевич (68) — советский и российский кинопродюсер[265].
- Илан, Ицхак (64) — израильский сотрудник службы безопасности, заместитель директора Шабака (2010—2011)[266].
- Кирпичников, Анатолий Николаевич (91) — советский и российский археолог, доктор исторических наук, профессор, заслуженный деятель науки РСФСР (1991)[267].
- Махмудов, Мамадали (79) — советский и узбекский писатель[268].
- Михеев, Алексей Васильевич (67) — российский писатель, литературный критик, журналист, главный редактор журнала «Иностранная литература» (2005—2008)[269].
- Михель, Валерий Александрович (67) — директор оркестра, помощник главного дирижёра Челябинского театра оперы и балета, заслуженный артист России (2002)[270].
- Плахов, Геннадий Петрович (73) — советский и российский скульптор[271].
- Погожельский, Анджей (82) — польский спортсмен, мотогонщик, трёхкратный победитель командного чемпионата мира по спидвею (1965, 1966, 1969)[272].
- Рэдфорд, Джеймс (58) — американский режиссёр-документалист[273].
- Сачек, Михаил Григорьевич (91) — советский и белорусский хирург, педагог, заслуженный деятель науки Белорусской ССР (1981)[274]
- Тавассоли, Голам-Аббас (85) — иранский социолог, ректор Исфаханского университета (1979—1980)[275].
- Фишер, Родольфо (76) — аргентинский футболист («Сан-Лоренсо де Альмагро», «Ботафого», национальная сборная)[276].
- Хаскелл, Гордон (74) — английский музыкант, участник рок-группы «King Crimson»[277].
- Хоффман, Руди (85) — немецкий футболист, игрок национальной сборной[278].

## 15 октября
- Аничкова, Марина Юрьевна (67) — российская актриса, артистка Челябинского театра драмы, заслуженная артистка Российской Федерации (1996)[279].
- Атайя, Бхану (91) — индийский костюмер, лауреат премии «Оскар» за лучший дизайн костюмов (1983)[280].
- Верплатсе, Альфонс (90) — бельгийский экономист, управляющий Национальным банком Бельгии (1989—1999)[281].
- Иванов, Валерий Кириллович (72) — белорусский композитор, народный артист Республики Беларусь (1998)[282] Архивная копия от 10 ноября 2020 на Wayback Machine.
- Ковинина, Нина Сергеевна (92) — советская и российская художница[283][284].
- Натчаба, Фамбаре (75) — тоголезский государственный и политический деятель, министр иностранных дел (1992—1994), председатель Национального собрания Того (2000—2005)[285].
- Павлович, Йозеф (86) — словацкий детский писатель[286].
- Родионов, Александр Владимирович (71) — советский ватерполист, чемпион мира (1975),заслуженный мастер спорта СССР (1975)[287].
- Рутстрём-Эдстрём, Соня (89) — шведская лыжница, чемпионка зимних Олимпийских игр в Скво-Вэлли (1960)[288].
- Сантелли, Йоле (51) — итальянский адвокат и государственный деятель, губернатор Калабрии (с 2020 года)[289].
- Симачёв, Вячеслав Иванович (97) — советский и российский конструктор вооружений, лауреат Ленинской и Государственной премий СССР[290].
- Халимов, Данил Тахирович (42) — казахстанский борец греко-римского стиля, участник летних Олимпийских игр в Афинах (2004)[291].

## 14 октября
- Абаев, Николай Вячеславович (71) — российский востоковед, доктор исторических наук (1992), профессор кафедры философии Тувинского университета; самоубийство[292].
- Асафов, Генрих Алексеевич (80) — советский и российский художник[293].
- Данин, Дмитрий Яковлевич (70) — российский композитор и музыкант[294].
- Дзядко, Виктор Михайлович (64) — советский диссидент, муж З. Ф. Световой.
- Кравченко, Анатолий Иванович (83) — украинский поэт, прозаик, переводчик, публицист (о смерти объявлено в этот день)[295].
- Крецмер, Герберт (95) — английский журналист и поэт[296].
- Куринный, Николай Иванович (73) — советский футболист и тренер[297].
- Де Леса, Мариса (87) — испанская актриса[298][299].
- Мэттерс, Пол — австралийский рок-музыкант, бас-гитарист группы АС/DC[300].
- Накамура, Кунио (76) — палауанский политический и государственный деятель, президент Палау (1993—2001)[301].
- Пахомов, Артур Иннокентьевич (66) — советский и российский тренер по боксу, заслуженный тренер России (2001)[302].
- Пономарив, Александр Данилович (84) — советский и украинский филолог, специалист по украинскому языку[303].
- Саитов, Ильдар Ширкатович (63) — советский и российский актёр, актёр Башкирского театра драмы имени Мажита Гафури, народный артист Башкортостана, заслуженный артист Российской Федерации[304].
- Сануков, Ксенофонт Никанорович (85) — российский историк, финно-угровед[305].
- Стариков, Виктор Михайлович — советский и украинский театральный деятель, директор Донецкого республиканского академического театра кукол[306].
- Флеминг, Ронда (97) — американская актриса[307].
- Ясин, Махмуд (79) — египетский актёр[308][309].

## 13 октября
- Адэр, Кимберли (42) — американская актриса[310].
- Андреев, Михаил Анатольевич (61) — российский театральный режиссёр, художественный руководитель Калининградского областного драматического театра[311].
- Антанелис, Кястутис (69) — литовский композитор, архитектор и скульптор[312].
- Асатрян, Ваагн Феликсович (43) — армянский военнослужащий, полковник, Национальный Герой Армении (2020); убит[313].
- Гарсия, Раймундо (84) — аргентинский шахматист[314].
- Кардо, Жан (90) — французский скульптор[315].
- Кларк, Джон Пеппер (85) — нигерийский поэт, драматург и публицист[316].
- Мансур, Алауддин (68) — исламский богослов, переведший Коран с арабского на несколько языков[317].
- Матине, Аугушту (73) — португальский футболист («Бенфика», «Витория Сетубал, национальная сборная»), тренер сборной Мозамбика по футболу (2001—2002)[318].
- Мейер, Эдвард Чарли (91) — американский военный деятель, начальник штаба Армии США (1979—1983)[319].
- Семёнов, Вячеслав Анатольевич (64) — советский футболист и молдавский тренер[320].
- Тронсон, Стивен (Saint Dog) (44) — американский рэпер, сооснователь группы Kottonmouth Kings (1994)[321][322].
- Узбекова, Динара Галиевна (87) — советский и российский фармаколог, доктор медицинских наук (1974), профессор кафедры фармакологии РязГМУ[323].
- Хайдер, Рашид (79) — бангладешский писатель[324].
- Хахонов, Валентин Михайлович (87) — советский футболист и тренер, заслуженный тренер РСФСР[325][326].
- Чжен, Виктор Анатольевич (75) — узбекский и российский экономист[327].
- Шамба, Тарас Миронович (82) — советский, российский и абхазский общественно-политический деятель[328].

## 12 октября
- Анищенко, Геннадий Васильевич (83) — советский и российский хореограф, художественный руководитель ансамбля песни и танца «Мирас», заслуженный работник культуры РСФСР (1977)[329].
- Ассу, Эрик (64) — французский сценарист и режиссёр[330][331].
- Баркер, Ричи (80) — английский футболист и менеджер[332] (о смерти объявлено в этот день).
- Березиков, Александр Фёдорович (64) — российский деятель культуры, основатель и художественный руководитель Государственного молодёжного ансамбля песни и танца «Алтай»[333].
- Бриттан, Сэмюэл (86) — британский экономист и экономический журналист (Financial Times), брат Леона Бриттана[334].
- Бровароне, Альдо (94) — итальянский автодизайнер[335].
- Гладкая, Лидия Пантелеевна (76) — советский и российский хоровой дирижёр, основатель и художественный руководитель Хабаровского камерного хора, заслуженный работник культуры РСФСР (1990)[336].
- Голуб, Юрий Владимирович (72) — белорусский писатель[337].
- Грибков, Станислав Фёдорович (83) — советский и российский хоровой дирижёр, художественный руководитель детского хора Ленинградского радио и телевидения, заслуженный деятель искусств РСФСР[338].
- Громаков, Иван Иванович (64) — советский и российский деятель культуры, руководитель государственного казачьего ансамбля песни и танца «Ставрополье», заслуженный артист России (1997)[339].
- Губаренко, Валерий Владимирович (73) — белорусский музейный деятель, генерал-майор в отставке, директор мемориального музея «Брестская крепость-герой»[340].
- Гюзелырмак, Невзат (78) — турецкий футболист («Гёзтепе», национальная сборная) и тренер[341].
- Кеназ, Иешуа (83) — израильский писатель[342].
- Лопес, Фернандо (55) — ангольский пловец, участник летних Олимпийских игр 1980 года в Москве[343].
- Макаров, Леонид Дмитриевич (68) — российский археолог и историк, доктор исторических наук (2006), сотрудник УдГУ[344].
- Набуноне, Эдвард (52) — индонезийский легкоатлет (бег), участник летних Олимпийских игр 1988 года в Сеуле[345].
- Панкин, Александр Фёдорович (82) — российский художник[346].
- Плаксин, Евгений Фролович (75) — советский и украинский актёр, артист Харьковского драматического театра имени Тараса Шевченко, заслуженный артист Украины[347].
- Предеску, Ион (93) — румынский политический и государственный деятель, член Сената (1990—2004) и судья (2004—2013) Конституционного суда Румынии[348].
- Томеинг, Литоква (80) — президент Маршалловых Островов (2008—2009)[349].
- Феррелл, Кончата (77) — американская актриса[350][351].
- Цветков, Юрий Владимирович (90) — советский и российский физикохимик и материаловед, академик РАН (2006)[352].
- Чепмен, Карлтон (49) — индийский футболист, игрок национальной сборной[353].
- Шамирзади, Садех Малек (80) — иранский археолог и антрополог[354].

## 11 октября
- Акмальханов, Шавкат Асамович (87) — советский и узбекский учёный в области зоотехнии, академик ВАСХНИЛ (1985—1992), иностранный член РАСХН (1992—2014), иностранный член РАН (2014)[355].
- Андреев, Александр Сергеевич (63) — советский и российский спортсмен и тренер, заслуженный тренер России по дзюдо и самбо[356].
- Арана, Уго (77) — аргентинский актёр[357][358].
- Бутенко, Алексей Иванович (73) — советский и российский конструктор оружия, лауреат Государственной премии СССР[359].
- Дрляча, Боро (79) — югославский боснийский и сербский фолк-певец[360].
- Ермольев, Николай Николаевич (81) — советский и российский военачальник, генерал-майор (1983)[361].
- Кононов, Александр Николаевич (90) — советский и российский учёный в области электротехники, доктор технических наук (1972), профессор (1974)[362].
- Кридон, Джон (96) — американский предприниматель, генеральный директор MetLife (1983—1989)[363].
- Мартинш, Анжелу (90) — португальский футболист («Бенфика», национальная сборная)[364].
- Моисеев, Илья Иосифович (91) — советский и российский химик, академик РАН (1992)[365].
- Морли, Майкл (90) — американский математик, автор теоремы Морли (1965), лауреат премии Стила (2003)[366].
- Переводчиков, Владимир Андреевич (85) — советский и российский иллюзионист и конферансье, заслуженный артист РСФСР (1985)[367].
- Хакимов, Садулла (69) — советский и узбекский журналист и поэт, председатель правления Творческого союза журналистов Узбекистана (с 2016 года)[368].
- Ханжов, Юрий Геннадьевич (59) — российский музыкальный педагог, профессор[369].
- Шестаков, Евгений Иванович (71) — российский дирижёр, художественный руководитель и главный дирижёр Тюменского государственного симфонического оркестра (с 2015 года), заслуженный деятель искусств Российской Федерации (1995)[370].
- Шпакова, Елена Васильевна (95) — советский технолог пищевой промышленности, директор фабрики «Россия» (1969—1991), Герой Социалистического Труда (1971)[371].

## 10 октября
- Бурдонкль, Серж (84) — французский футболист[372].
- Евзлин, Михаил Самуилович (68) — израильский и испанский филолог, семиотик, переводчик, издатель (о смерти стало известно в этот день)[373].
- Кульков, Василий Сергеевич (54) — советский и российский футболист, защитник и полузащитник, игрок сборных СССР и России[374].
- Мотт, Брэдли (64) — американский актёр[375][376].
- Петренко, Николай Евгеньевич (94) — украинский поэт, прозаик, публицист, драматург[377].
- Фрейдберг, Амнон (75) — израильский энтомолог[378].
- Фросин, Константин (67) — румынский писатель[379].
- Щукин, Валерий Алексеевич (78) — белорусский правозащитник, депутат Верховного Совета Белоруссии 13-го созыва[380][381].

## 9 октября
- Бен Ами, Рафаэль Давид (70) — израильский певец[382].
- Виджай (84) — индийский кинорежиссёр[383].
- Виноградов, Александр Несторович (70) — российский виолончелист, артист Ульяновской государственной филармонии, заслуженный артист Российской Федерации (2007)[384].
- Данти, Эрик (72) — французский футболист («Реймс»)[385].
- Кезди, Пьер (58) — американский гитарист[386].
- Ковтун, Михаил Фотиевич (83) — советский и украинский зоолог и морфолог, доктор биологических наук (1981), профессор (1994)[387].
- Кроэс, Фридо (62) — политический деятель острова Аруба, спикер парламента страны[388].
- Куцев, Геннадий Филиппович (82) — советский и российский философ и социолог, ректор ТюмГУ (1981—1987, 1992—2007), академик РАО (2015)[389].
- Лаппо, Георгий Михайлович (97) — советский и российский географ-урбанист, доктор географических наук (1975), профессор (1988), лауреат Государственной премии СССР (1987), заслуженный деятель науки Российской Федерации (1998)[390].
- Тиранин, Сергей Александрович (84) — советский и молдавский актёр, артист Кишинёвского русского драматического театра имени А. П. Чехова, народный артист Республики Молдова[391].
- Тире, Сесил (77) — бразильский актёр[392][393].
- Томанов, Вадим Павлович (86) — российский астроном, доктор физико-математических наук (1992), почётный профессор ВоГУ[394].
- Ульфатшоев, Ахмадшо (75) — советский и таджикский актёр, народный артист Таджикистана (2001)[395].
- Фалькон, Рут (77) — американская оперная певица[396].
- Эльяш, Марк Львович (85) — советский и российский инженер, изобретатель, писатель, сценарист; самоубийство (о смерти объявлено в этот день)[397].

## 8 октября
- Баццони, Камилло (85) — итальянский оператор и кинорежиссёр[398].
- Бернстайн, Уильям (87) — американский организатор кинопроизводства, сооснователь кинокомпании Orion Pictures[399].
- Бёртон, Сэм (93) — английский футболист[400].
- Газит, Шломо (93) — израильский генерал, глава военной разведки израильской армии (1974—1978), президент Университета имени Бен-Гуриона (1982—1985), директор Еврейского агентства (1985—1987)[401].
- Галайд, Али Халиф (78) — сомалийский государственный деятель, премьер-министр Сомали (2000—2001), президент Хатумо (с 2014 года)[402].
- Герасимов, Вячеслав Дмитриевич (83) — советский и российский художник-монументалист, заслуженный художник Российской Федерации[403].
- Гиндорф, Эгон (89) — французский футбольный менеджер, президент футбольного клуба «Страсбург»[404].
- Долгих, Владимир Иванович (95) — советский и российский государственный, партийный и общественный деятель, дважды Герой Социалистического Труда (1965, 1984), кандидат в члены Политбюро ЦК КПСС (1982—1988), член Совета Федерации (2013—2018)[405].
- Дуайер, Джим (63) — американский журналист и писатель, дважды лауреат Пулитцеровской премии (1992, 1995)[406].
- Иванчихин, Виктор Иванович (71) — советский и российский художник[407].
- Кокорев, Валерий Иванович (70) — белорусский деятель промышленного производства, генеральный директор «Белоруснефти», вице-премьер Белоруссии[408] Архивная копия от 3 ноября 2020 на Wayback Machine.
- Локинг, Брайан (81) — британский гитарист (The Shadows)[409].
- Лю Жочжуан (95) — китайский физикохимик, член Китайской академии наук (1999)[410].
- Мостович, Феликс (73) — польский художник (о смерти объявлено в этот день)[411].
- Мур, Чарльз (91) — американский легкоатлет, чемпион и серебряный призёр летних Олимпийских игр в Хельсинки (1952)[412].
- О’Доннелл, Том (94) — ирландский государственный деятель, министр по делам гэлтахтов (1973—1977), депутат Европейского парламента (1979—1989)[413].
- Пасван, Рам Вилас (74) — индийский государственный деятель, министр труда и социального обеспечения (1989—1990), железных дорог (1996—1998), связи и информационных технологий (1999—2001), горнорудной промышленности (2001—2002), химической промышленности и удобрений (2004—2009), по делам потребителей, продовольствия и общественного распределения Индии (с 2014 года)[414].
- Перес, Жозеф (89) — французский историк, доктор исторических наук, профессор[415].
- Робсон, Томми (76) — английский футболист[416].
- Уолл, Эрин (44) — канадская и американская оперная певица[417].
- Чой Юн Чил (92) — южнокорейский легкоатлет (бег на длинные дистанции), участник летних Олимпийских игр в Лондоне (1948) и Хельсинки (1952)[418].
- Шаджарян, Мухаммед Реза (80) — иранский певец классических песен, композитор и мастер персидской музыки[419].
- Ферро, Габо (54) — аргентинский певец и поэт[420].
- Шершуков, Виктор Евгеньевич (67) — белорусский тренер по тяжёлой атлетике, старший тренер национальной сборной Белоруссии[421].

## 7 октября
- Алексеев, Александр Васильевич (82) — советский и российский дирижёр и педагог, заслуженный деятель искусств Российской Федерации[422].
- Бетриу, Франсеск (80) — испанский кинорежиссёр[423].
- Бешауш, Набиль (49 или 50) — тунисский футболист[424].
- Веков, Карой (73) — венгерский историк[425].
- Вукович, Джордже (77) — сербский литературный критик, эссеист, историк литературы и писатель[426].
- Голдберг, Джошуа (95) — американский физик, доктор наук, профессор[427].
- Гоцев, Любен Стоянов (90) — болгарский военный и государственный деятель, министр иностранных дел (1990), генерал-майор (1990)[428].
- Зусьман, Арон Григорьевич (83) — советский и российский врач, председатель президиума Еврейской организации узников гетто и фашистских концлагерей РУФ[429].
- Кумар, Ашвани (69) — индийский государственный деятель, директор Центрального бюро расследований (2008—2010), губернатор Нагаленда (2013—2014), губернатор Манипура (2013); самоубийство[430].
- Мартен, Жан (92) — французский пианист[431].
- Молина, Марио (77) — американский и мексиканский химик, лауреат Нобелевской премии по химии (1995)[432].
- Пеннингтон, Рэй (86) — американский кантри-певец, автор песен и музыкальный продюсер[433].
- Попов, Пётр Валентинович (65) — советский и российский артист балета, актёр Воронежского театра оперы и балета, заслуженный артист России (1994)[434].
- Рашидов, Турсунбай Рашидович (86) — советский и узбекский сейсмолог, академик АН Узбекистана (1984)[435].
- Сименач, Богдан Ильич (99) — советский и украинский ортопед-травматолог, доктор медицинских наук (1979), профессор[436].
- Фельдман, Юрий Израилевич (82) — советский и российский физик, муж Ларисы Латыниной[437].
- Хабер, Эйтан (80) — израильский журналист и публицист, глава канцелярии Ицхака Рабина (1992—1995)[438].
- Цуцуми, Киохей (80) — японский композитор-песенник[439].

## 6 октября
- Бонет, Фолькер (83) — немецкий актёр, драматург и сценарист[440].
- Боррель, Альфонс (89) — испанский художник[441].
- Джон Фрэнсис Харкорт Бэринг, 7-й барон Ашбертон (91) — английский пэр, барон Ашбертон (с 1991 года), банкир, председатель правления British Petroleum[ (1982—1992)[442].
- Ван Хален, Эдди (65) — американский гитарист[443].
- Вахдат, Носраталла (95) — иранский актёр и режиссёр[444].
- Жерар, Ив Рене Жан (88) — французский музыковед[445].
- Йорданофф, Владимир (66) — французский киноактёр[446].
- Караваев, Олег Борисович (59) — советский и латвийский футболист, игрок сборной Латвии (1992—1999)[447].
- Клюгер, Рут (88) — американская писательница и литературовед, узница нацистских концлагерей[448].
- Корпе, Оливье (71) — французский писатель, директор Института современных издательских архивов (1988—2013)[449].
- Маслянцев, Михаил Викторович (82) — советский и российский космический инженер, лауреат Государственной премии СССР[450].
- Махмуд, Сулейман (71) — ливийский военный деятель, начальник штаба Национально-освободительной армии Ливии (2011)[451].
- Мацумото, Идзуми (61) — японский мангака, автор манги Kimagure Orange Road[452]
- Нэш, Джонни (80) — американский поп-музыкант, исполнитель рэгги и соула[453].
- Паршин, Валерий Павлович (77) — советский и российский певец, солист Волжского народного хора (1978—2014), народный артист Российской Федерации (2007)[454].
- Пьявко, Владислав Иванович (79) — советский и российский оперный певец, народный артист СССР (1983)[455].
- Ралл, Томми (90) — американский актёр и танцовщик[456].
- Ржищев, Борис Григорьевич (73) — советский и российский тренер по лёгкой атлетике, заслуженный тренер России[457].
- Фойерштайн, Херберт (83) — немецкий актёр и журналист[458].
- Эскрибано де Леон, Кармен (95) — испанская журналистка, писательница и философ[459].

## 5 октября
- Андреев, Александр Петрович (97) — советский военачальник, участник  Великой Отечественной войны, генерал-полковник авиации (1975), Герой Российской Федерации (1995)[460].
- Арнак, Беатрис (89) — французская актриса и певица[461].
- Астапкин, Игорь Васильевич (80) — советский и российский деятель правоохранительных органов и писатель, генерал-лейтенант внутренней службы[462].
- Болелли, Франко (70) — итальянский философ[463].
- Бутсма, Дирк (84) — нидерландский генетик, обнаруживший причину хронического миелоидного лейкоза[464].
- Вдовин, Константин Николаевич (74) — российский учёный в области металлургии, доктор технических наук (1999), профессор (1997)[465].
- Вестлунд, Густав (107) — шведский педагог, доктор философии[466].
- Волков, Николай Николаевич (87) — советский и российский тренер по вольной борьбе, заслуженный тренер СССР[467].
- Девган, Анил (51) — индийский кинорежиссёр[468].
- Дегтярёв, Александр Леонтьевич (73/74) — российский музыкальный педагог, ректор МГИМ имени А. Г. Шнитке (2006—2015)[469].
- Довженко, Владимир Николаевич (76) — советский и российский военно-морской деятель, командир 21-й дивизии АПЛ ТОФ (1987—1992), контр-адмирал (1987)[470].
- Клюгер, Рут (88) — австрийская и американская ученая в области лингвистики.
- Куликовский, Владимир Фёдорович (70) — российский хирург, доктор медицинских наук, профессор, директор медицинского института Белгородского университета (с 2013 года), заслуженный врач Российской Федерации (1996)[471].
- Кэмпбелл, Роландо (59) — колумбийский футболист («Атлетико Хуниор», «Унион Магдалена»)[472].
- Маркова, Майя Алексеевна (94) — советский режиссёр телевизионных фильмов и спектаклей[473].
- Масуд, Рашид (73) — индийский государственный деятель, министр здравоохранения и поддержки семьи Индии (1990)[474].
- Нолан, Маргарет (76) — английская киноактриса[475].
- Олейник, Ярослав Богданович (67) — украинский экономикогеограф, декан географичеcкого факультета КНУ (с 1999 года), академик НАПН Украины (2016)[476].
- Петрович, Мирко (70) — югославский и сербский тренер по водному поло («Партизан», Белград)[477].
- Рогов, Леонид Викторович (70) — российский дипломат, Чрезвычайный и Полномочный Посол России в Мавритании (2003—2008), в Кот-д’Ивуаре (2010—2016) и (по совместительству) в Буркина-Фасо (2011—2016)[478].
- Уилсон, Боб (77) — валлийский и английский футболист («Кардифф Сити»)[479] (о смерти объявлено в этот день).
- Уль Карим, Монсур (70) — бангладешский художник[480].
- Хабаров, Станислав Николаевич (82) — советский и российский агроэколог, академик РАСХН (1999—2013), академик РАН (2013)[481].

## 4 октября
- Авока, Жан-Марк (71—72) — французский актёр[482].
- Алымов, Александр Дмитриевич (62) — советский и российский деятель МВД, генерал-майор внутренней службы[483].
- Ананд, Вишал — индийский актёр[484].
- Боусфилд, Олдридж (79) — американский математик, автор концепции локализации Боусфилда[485].
- Бройн, Гюнтер де (93) — немецкий писатель[486].
- Де Буври, Ян (78) — нидерландский архитектор и дизайнер[487].
- Дорошенко, Галина Степановна (73) — российский государственный деятель, депутат Государственной думы (2003—2007)[488].
- Карлик, Вацлав (86) — чешский хоккеист («Готтвальдов»)[489].
- Карнел, Крис (57) — американский актёр[490].
- Клейн, Борис Самуилович (92) — советский, белорусский и американский историк, доктор исторических наук, профессор[491].
- Миддлтон, Кларк (63) — американский актёр[492][493].
- Секеч, Василий Йожефович (77) — советский и украинский футболист и тренер, брат Иштвана Секеча[494].
- Семёнов, Александр Иванович (98) — участник Великой Отечественной войны, Герой Советского Союза (1945)[495].
- Такада, Кендзо (81) — японский модельер и дизайнер, основатель бренда Kenzo[496].
- Фортье, Луи (66) — канадский биолог и океанограф[497].
- Фостер, Мёрфи Джеймс (90) — американский государственный деятель, губернатор Луизианы (1996—2004)[498].
- Шифтер, Ричард (97) — американский адвокат и дипломат, помощник государственного секретаря США по вопросам демократии, прав человека и труда[499].

## 3 октября
- Багдыков, Минас Георгиевич (84) — советский и российский хирург, заслуженный врач Российской Федерации[500].
- Бёрд, Томас Джефферсон (70) — американский актёр, лауреат премии «Театральный мир» (2003)[501][502].
- Галиндо, Энтони (41) — венесуэльский певец (Menudo); самоубийство[503].
- Егоров, Борис Фёдорович (94) — советский и российский литературовед, доктор филологических наук (1967), профессор[504]
- Кушкова, Лидия Степановна (81) — советская и украинская актриса, артистка и режиссёр Днепровского музыкально-драматического театра, народная артистка Украинской ССР (1979)[505].
- Маккуин, Армелия (68) — американская актриса[506].
- Мовсисян, Артак (50) — армянский историк, доктор исторических наук[507].
- Попов, Вячеслав Степанович (80) — советский и российский организатор производства, директор Благовещенского судостроительного завода (с 1996 года)[508].
- Следзь, Владимир Викторович (56) — украинский архитектор[509].
- Уилсон, Боб (77) — английский футбольный вратарь («Кардифф Сити»)[510].
- Фиала, Карел (95) — чешский оперный певец и киноактёр[511].

## 2 октября
- Виже, Клод (99) — французский поэт, эссеист и переводчик[512].
- Гавелка, Мартин (62) — чешский актёр[513].
- Гаврилов, Всеволод Сергеевич (77) — советский и молдавский актёр, народный артист Республики Молдова (2013)[514].
- Гибсон, Боб (84) — американский бейсболист[515].
- Грин, Бетт (86) — американская писательница[516].
- Залгаллер, Виктор Абрамович (99) — советский и российский математик, доктор физико-математических наук, профессор[517] Архивная копия от 26 ноября 2020 на Wayback Machine.
- Кавальеро, Эктор (81) — аргентинский государственный деятель, мэр Росарио (1989—1995), депутат Парламента (1999—2003)[518].
- Кальянов, Александр Иванович (73) — советский и российский звукорежиссёр, эстрадный певец, киноактёр, композитор, аранжировщик, продюсер и телеведущий[519].
- Карсак, Евгений Валерианович (68) — советский и украинский тренер по лёгкой атлетике, заслуженный тренер Украины[520].
- Касымова, Мукаррама Набиевна (87) — советский и таджикский языковед, член-корреспондент АН Таджикистана (1997)[521].
- Кёрделль, Хайнц (88) — западногерманский футболист («Шальке 04»)[522].
- Ковалевский, Валерий Анатольевич (62) — российский психолог, доктор медицинских наук (1998), профессор (1999), ректор КГПУ (2015—2020)[523].
- Миллер, Боб (64) — американский хоккеист («Бостон Брюинз»)[524].
- Расмуссен, Франс (76) — датский дирижёр и пианист[525].
- Рыжиков, Валерий Николаевич (74) — советский и российский химик, ректор ИСХИ (1989—1992)[526].
- Славина, Ирина Вячеславовна (47) — российский журналист, общественный и политический деятель; самоубийство[527].
- Стёпин, Александр Николаевич (60) — российский деятель органов правопорядка, начальник УМВД России по Костромской области (2011—2015), генерал-майор[528].
- Фельдман, Эдвард (91) — американский кинопродюсер[529].
- Физер, Иван Васильевич (68) — украинский художник[530].
- Эргезен, Зеки (70) — турецкий государственный деятель, министр общественных работ и жилищного строительства (2002—2005)[531].

## 1 октября
- Агаццоне, Симонлука (39) — итальянский футболист («Новара», «Специя»); ДТП[532].
- Айзенберг, Зеф (47) — британский мотогонщик, телеведущий и бизнесмен; авария[533].
- Ателькин, Сергей Валерьевич (48) — украинский футболист и тренер[534].
- Батарин, Виктор Иванович (71) — советский футболист[535].
- Борзунов, Семён Михайлович (101) — советский и российский писатель, публицист[536].
- Брантон, Робби (47) — ирландский футболист[537].
- Брукс, Горд (70) — канадский хоккеист («Сент-Луис Блюз», «Вашингтон Кэпиталз»)[538].
- Жамм, Франк Андре (72) — французский поэт и искусствовед[539]
- Иванов, Николай Михайлович (83) — российский учёный в области баллистики и космической навигации, член-корреспондент РАН (2006)[540].
- Макаров, Виктор Павлович (82) — советский и российский кино- и телевизионный режиссёр (о смерти объявлено в этот день)[541].
- Мараньон, Альфредо (84) — филиппинский государственный деятель, губернатор Западного Негроса (2010—2019)[542].
- Марченко, Константин Константинович (81) — российский антиковед, доктор исторических наук, сотрудник Института археологии РАН[543].
- Махун, Дерек (78) — ирландский поэт и переводчик[544].
- Патахов, Магомед Курбаналиевич (58) — аварский поэт, переводчик и публицист[545].
- Рагер, Хилари (92) — испанский историк[546].
- Рудольф, Вальтер (89) — немецкий юрист, доктор наук (1954), профессор (1965)[547].
- Стайлз, Рэй (31) — ганский художник[548].
- Удейер, Морис (89) — французский гребец, серебряный призёр чемпионата Европы (1956)[549].
- Фогт, Ганс-Вильгельм (88) — немецкий аккордеонист и композитор[550].
- Ханссон, Мод (82) — шведская актриса[551][552].
- Хилми, Мохаммед (89 или 90) — алжирский актёр и режиссёр[553].
- Шисгал, Мюррэй (93) — американский драматург и сценарист[554].
- Шмидт-Цалинская, Данута (84) — польская спортсменка (настольный теннис и теннис)[555].